# Aleksandra Kumorek
Aleksandra Kumorek (* 1971 in Katowice) ist eine deutsche Drehbuchautorin und Filmregisseurin. Sie wurde in Polen geboren und lebt seit 1981 in Berlin. Sie drehte u. a. den Spielfilm Die Überflüssigen (2007) für das ZDF / Das kleine Fernsehspiel und den Kino-Dokumentarfilm Die Eroberung der inneren Freiheit (2010).

## Leben
Aleksandra Kumorek studierte Film- und Theaterwissenschaft und Germanistik an der FU Berlin und Filmregie an der Northern Media School in Großbritannien. Von 1998 bis 2002 war sie Stipendiatin der Studienstiftung des Deutschen Volkes.
Ihr Drehbuch Die großen Ferien wurde für den Deutschen Drehbuchpreis 2011 / Filmpreis in Gold vorgeschlagen. 2010 gründete sie die Drehbuchwerkstatt Berlin.